# More and More
«More and More» (en español: Más y más) es una canción  de eurodance del dúo alemán Captain Hollywood Project, lanzada en julio de 1992 como el primer sencillo de su álbum debut: Love Is Not Sex.
La canción alcanzó el número uno en Alemania y fue un éxito top-5 en Austria, Bélgica, Dinamarca, Israel, Italia, Noruega, Suecia y Suiza. También tuvo éxito en América del Norte; alcanzando el número 15 en Canadá y el 17 en los Estados Unidos. En total, el sencillo ha vendido más de siete millones de unidades en todo el mundo.

## Historia
La música fue escrita por Nosie Katzmann, Oliver Reinecke y Giora Schein. Las letras fueron escritas por el líder y rapero Tony Dawson-Harrison (Captain Hollywood) y Katzmann. Como productor ejecutivo del sencillo, Dawson-Harrison trabajó con los equipos de producción conocidos como DMP (incluyendo a Katzmann) y Cyborg (Marc Kamradt y Frank Schlingloff).
Dawson-Harrison decidió modificar electrónicamente su voz para sonar más profundo, un efecto que luego sería utilizado por Real McCoy, y eligió a la cantante Nina Gerhard para proporcionar la voz del coro.
En 2017 BuzzFeed incluyó la canción en el número 81 en su lista: The 101 Greatest Dance Songs Of the '90s.

## Crítica
Larry Flick de Billboard lo describió como: «un seductor asunto pop/house que solo mella ligeramente la superficie del talento obvio del Captain para combinar patrones de groove complejos con ganchos y melodías simples e incrustantes de cerebro. Los ritmos son robustos y están coronados por una melodía rhythm and blues ventosa y radiofónica. El toma y da entre las voces femeninas sensuales y el rapeo masculino profundo es apropiadamente seductor».
Dave Sholin de Gavin Report comentó: «Alemania, no Hollywood, es el hogar de The Captain, que ya ha acumulado suficiente actividad en las listas para convertirse en el récord de esta semana para ver. Muchos están comparando la sensación de eurodance de esta producción con Rhythm Is A Dancer; una entrada muy caliente». Music & Media también la comparó con la canción de Snap!, señalando que utilizaron la misma receta. Agregaron además: «la base es del tipo de electropop de 1982 reforzado por elementos de baile, como un rapero masculino y coristas femeninas».
Martin Pearson de Music Week señaló: «la canción, empapada de mal humor, es un trance; es un aluvión musical desde la línea de bajo guiada por láser y el gancho pop blindado».

## Rendimiento en listas
Se convirtió en un gran éxito en varios países de Europa, siendo una de las canciones más exitosas del proyecto hasta la fecha. En Alemania, alcanzó el número 1 durante cuatro semanas y fue un Top 10 en Austria, Bélgica, Dinamarca, Francia, Grecia, Italia, los Países Bajos, Noruega, Suecia y Suiza. En el Reino Unido, alcanzó el número 23 en su tercera semana en el UK Singles Chart, el 14 de noviembre de 1993. En el European Hot 100 Singles la canción alcanzó el número 3.
Fuera de Europa alcanzó el número 5 en Israel, el 16 en Zimbabue y también fue un éxito pop crossover en los Estados Unidos, donde alcanzó el número 17 en el Billboard Hot 100 y se mantuvo en el top 40 durante 12 semanas. El sencillo llegó al número 1 durante dos semanas, superando en ventas a That's the Way Love Goes de la estadounidense Janet Jackson. Fue galardonado con un disco de oro en Alemania, después de que se vendieran 500.000 sencillos.

## Videoclip
El vídeo musical fue dirigido por Bruce Ashley. Se inspiró en la violencia de pandillas que existía en los Estados Unidos durante los años 1990.
Tony Dawson-Harrison observa a jóvenes peleando, busca a Shirin von Gehlen en su trabajo; quien discute violentamente por teléfono, realiza una vistosa coreografía junto a bailarines trajeados elegantemente como él y ambos cantan. Tony se reúne con jóvenes en el patio de una escuela secundaria y los convence de bailar; evitando las peleas, Shirin se une al grupo como vocalista.
El videoclip fue subido a YouTube en marzo de 2017 de manera oficial y para junio de 2021 contaba más de 30 millones de visualizaciones.